# 拉塞·奥克萨宁
拉塞·奥克萨宁（芬蘭語：Lasse Oksanen，1942年12月7日—），芬兰男子冰球运动员。他曾代表芬兰国家队参加1964年、1968年和1972年冬季奥林匹克运动会冰球比赛，最好名次为1968年和1972年冬季奥运会的第五名。